# 일제 추줄레스크라티냐
일제 추줄레스크라티냐(라트비아어: Ilze Ķuzule-Skrastiņa, 1985년 3월 12일 ~ )는 라트비아의 배우이다.